# Daisy Greville
Frances Evelyn "Daisy" Greville (10 de dezembro de 1861 - 26 de julho de 1938) foi condessa de Warwick, uma beldade de sociedade e uma das amantes do rei Eduardo VII do Reino Unido.
Foi uma ativista socialista que apoiou vários programas de apoio aos mais desfavorecidos nas áreas da educação. habitação e emprego. Greville abriu escolas para mulheres onde se ensinava agricultura e horticultura, primeiro em Reading e mais tarde em Studley. Abriu ainda uma escola de costura e um programa de emprego em Essex e aproveitou as casas que herdou para organizar eventos e para programas que beneficiam os seus caseiros e empregados.
Greville foi a inspiração da música Daisy, Daisy.

## Família
Nascida no n.º 27 da Berkeley Square em Londres, Greville era a filha mais velha do coronel Charles Maynard e da sua segunda esposa, Blanche FitzRoy. Blanche FitzRoy era descendente de Carlos II através de sua amante Nell Gwyn através de sua mãe, Jane Beauclerk, e Henry Fitzroy. Blanche FitzRoy também era descendente dos Duques de Grafton através de seu avô Rev. Henry Fitzroy, e através deles de Carlos II e sua amante Barbara Palmer. A avó materna de Blanche, Charlotte Ogilvie, era filha do segundo casamento de Emily Lennox, uma das irmãs Lennox, e através dela era novamente um descendente de Carlos II, e sua amante francesa, Louise de Keroualle. Blanche tinha apenas 18 anos quando teve a sua filha mais velha, enquanto Charles tinha 50. Greville foi sempre conhecida como Daisy. A irmã mais nova de Daisy recebeu o nome da mãe e sempre foi conhecida como Blanche. Charles Maynard era o filho mais velho e herdeiro aparente de Henry Maynard o 3.º Visconde Maynard. Visto que Charles morreu três meses antes do Visconde, foi Daisy quem herdou as propriedades de Maynard em 1865. Dois anos após a morte do pai, a mãe de Daisy casou com Lord Rosslyn de 33 anos, um dos cortesãos favoritos da rainha Vitória. O casal teve cinco filhos, entre eles a famosa Sybil Fane, Condessa de Westmorland; Millicent Leveson-Gower, duquesa de Sutherland; e Lady Angela Forbes.

## Casamento
A certa altura, Greville foi considerada uma das possíveis futuras esposas do filho mais novo da rainha Vitória, o príncipe Leopoldo. A rainha estava ansiosa por concretizar esta união, porém ela nunca se veio a realizar.
Por escolha mútua, Daisy casou-se com Francis Greville, o filho mais velho de George Greville, 4.º Conde de Warwick, em 1881, apesar de os seus pais não terem aprovado inicialmente a união. O casal teve três filhos nos primeiros quatro anos de casamento. Francis sucedeu como conde ao seu pai em 1893 e a família mudou-se para o Castelo de Warwick. A quarta criança de Daisy, um menino chamado Maynard, nasceu em 1898 e uma menina, Mercy, nasceu em 1904. Ambas as crianças foram fruto de uma relação extraconjugal com Joe Laycock, um solteirão milionário.

## Vida pessoal

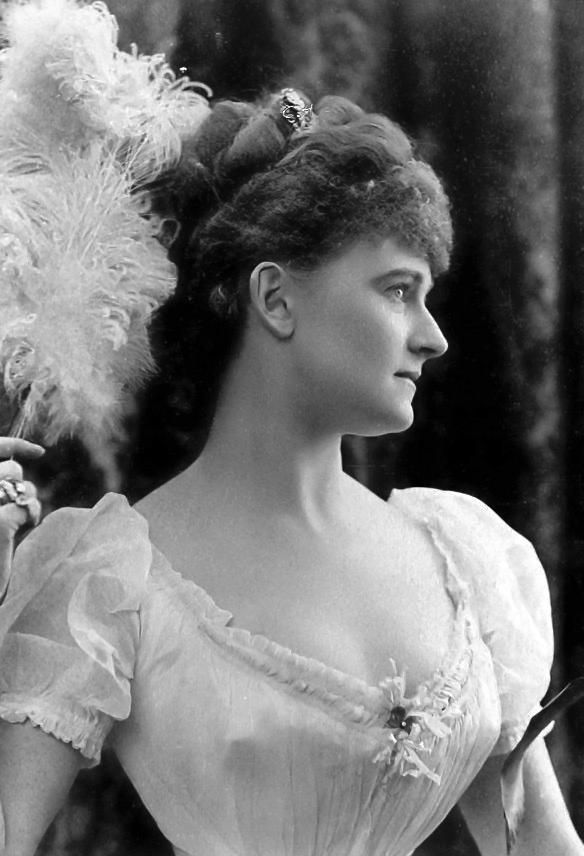
Daisy na década de 1800

Após o seu casamento e o nascimento dos seus filhos, Daisy tornou-se numa anfitriã e socialite admirada que frequentava e organizava festas e encontros luxuosos. Ela e o marido  eram membros do Grupo de Marlborough House, liderado pelo Príncipe de Gales, o futuro rei Eduardo VII. A partir de 1886, e seguindo os costumes dos aristocratas da época, Daisy teve várias relações extraconjugais com homens poderosos, sendo o mais famoso, o próprio Príncipe de Gales. Daisy tornou-se numa das companhias preferidas do Príncipe de Gales e esta recebia-o a ele e aos amigos com extravagância.
Daisy teve um caso com Lord Charles Beresford e ficou lívida quando descobriu que a esposa deste, Lady Charles Beresford tinha engravidado na mesma altura. Para questioná-lo acerca da sua lealdade, Daisy enviou-lhe uma carta sobre o assunto. Daisy não sabia que Lord Charles tinha dado instruções à sua esposa para abrir o seu correio enquanto ele viajava e, assim, Lady Charles descobriu o caso. Outros que leram a carta, incluindo o irmão de Charles, Lord Marcus Beresford concordaram que esta "nunca devia ter visto a luz do dia". Lady Charles entregou a carta a Sir George Lewis, um solicitador discreto da alta sociedade, para que este a guardasse. Daisy tentou fazer uso do seu estatuto e pediu ajuda ao Príncipe de Gales. O incidente acabou por cimentar a posição social superior de Daisy uma vez que o Príncipe de Gales acabou por fazer dela a sua amante semi-oficial. O Príncipe esperava convencer Lady Charles a destruir a carta, porém ela fez um ultimato a Daisy: ela teria de se afastar de Londres durante a temporada e apenas aí a carta seria devolvida. Daisy recusou a proposta e o Príncipe de Gales piorou a situação ao insinuar a Lady Charles que a posição que ela e o seu marido tinham na sociedade podia estar em perigo. Isto enfureceu Lord Charles ao ponto de este empurrar o Príncipe contra um sofá. O Príncipe perdoou as ações de Lord Charles, mas o escândalo acabou por destruir a sua amizade.
Durante quase uma década, Daisy foi uma das companhias favoritas do Príncipe de Gales. No entanto, ela continuou a ter outros casos. Apaixonou-se desesperadamente por um solteirão desleal, Joseph Laycock. Quando engravidou de Laycock, o Príncipe de Gales, apesar de continuar a gostar dela, insistiu que eles se separassem. Laycock, que serviu no exército durante a Guerra dos Bôeres, foi o pai biológico de dois dos filhos de Daisy: Maynard (nascido a 21 de março de 1898) e Mercy (nascida a 10 de abril de 1904). Porém, Daisy também estava a ter um caso com Kitty, a marquesa de Downshire. Quando o marquês de Downshire ameaçou o divórcio devido ao caso, este triângulo amoroso entusiasmou a sociedade e foram escritas muitas cartas que condenavam a conduta escandalosa dos envolvidos. Laycock casou-se com Lady Downshire após o divórcio e Daisy, destroçada, foi obrigada a dedicar-se a outros assuntos. Na altura, ela dedicou-se aos programas sociais e começou a abordar a desigualdade social através do auxílio aos mais desfavorecidos através da educação, da atribuição de emprego às mulheres e da alimentação dos mais pobres. Ela juntou-se formalmente à Federação Social Democrática e fez campanha a favor dos candidatos deste partido e do Partido Trabalhista Independente. Porém, o seu estilo de vida, a escala dos projetos e os anos de gastos extravagantes tinham destruído a grande fortuna que ela tinha herdado do seu avô.

## Últimos anos
Após a morte de Eduardo VII, e com dívidas cada vez mais insuportáveis resultantes da sua falta de cuidado com os gastos, foi feita uma tentativa de vender em privado as cartas que Eduardo VII tinha enviado a Daisy ao novo rei, Jorge V. Supostamente, as cartas detalhavam as infidelidades de Eduardo VII e teriam provocado um escândalo se viessem a público. Lord Stamfordham travou o esquema ao argumentar que os direitos de autor das cartas pertenciam ao rei. Depois de o tribunal ter impedido Daisy de publicar as cartas no Reino Unido, ela ameaçou levá-las para a América. O industrialista e político britânico Arthur Du Crois ofereceu 64 000 libras a Daisy pelas cartas e, graças à sua generosidade, recebeu o título de baronete em 1916.
Em 1928, Daisy foi presa na HM Prison Holloway devido às suas dívidas, mas foi libertada sob a condição de que se publicasse as suas memórias as enviaria a "um homem literário". Quando ela enviou o seu manuscrito, a sua filha disse que este era tão vulgar que só podia ser descrito como porcaria. Com o título "Life's Ebb and Flow", o livro de memórias é considerado hoje em dia um dos melhores do género sobre a sociedade eduardiana. A filha de Daisy acabou por divulgar cópias das cartas amorosas de Daisy que, ao contrário do que Daisy descrevia, eram mais um misto de bisbilhotice e brincadeiras entre amigos do que passionais.

## Política e filantropia
Robert Blatchford escreveu uma crítica do estilo de vida de Daisy Greville nos anos 1890, o que a levou a procurá-lo para falarem sobre socialismo. A conversa e os argumentos razoáveis de Blatchford causaram um impacto duradouro em Daisy que, a partir de aí, ficou determinada a procurar as verdades escondidas das vidas dos mais desfavorecidos. Daisy juntou-se à Federação Social Democrática em 1904. Doou grandes quantias de dinheiro à organização e apoiou em particular campanhas de refeições gratuitas para crianças nas escolas. Como benfeitora de várias paróquias, Daisy nomeou párocos socialistas tais como Conrad Noel apesar da oposição e da controvérsia que essas nomeações causavam. Como socialista, ela foi contra a Primeira Guerra Mundial, argumentando que esta era uma imposição capitalista e apoiou a Revolução de Outubro na Rússia. Depois da guerra, ela juntou-se ao Partido Trabalhista Independente e chegou a ser candidata do círculo eleitoral de Warwick and Leamington.
Durante quase 10 anos, Daisy financiou a Escola Técnica de Bigod para crianças desfavorecidas de aldeias de Essex. Fundou uma escola de costura em Easton, Essex para jovens mulheres que ela considerava terem boas competências e que com formação poderiam conseguir empregos bem pagos. Criou uma estalagem para jovens mulheres que estudavam agricultura em Reading que, seis anos mais tarde, acabou por se tornar numa instituição de ensino com terrenos e alojamento no Castelo e Parque de Studley: a Escola de Agricultura para Mulheres de Studley.